# XvColor
La denominació xvColor és el nom comercial proposat per Sony per assignar als dispositius que admeten xvYCC, el qual és un estàndard internacional d'espai de color d'imatges en moviment ratificat per la IEC (Comissió Electrotècnica Internacional).
Aquest estàndard inclòs entre les novetats que permet l'especificació HDMI 1.3 afegeix a l'espectre nous tons, el que permet representar una major varietat de colors que l'estàndard sRGB actual, fins a gairebé duplicar (x1.8 vegades) la gamma de colors reproduïbles, obtenint així tons vermells, blaus i verds més vius i reals.
El nou estàndard permet representar colors fins a 48 bits, en lloc dels actuals 24 bits del sistema RGB.
Per visualitzar la nova gamma de colors és necessari que tant el dispositiu de gravació com el de reproducció siguin compatibles amb ell, de manera que només els últims llançaments de les marques són capaços de reproduir la gamma ampliada de colors.